# ساجد وواجد
ساجد وواجد هما ثُنائي هنديان يُخرجان الموسيقى [الإنجليزية] في أفلام بوليوود الهندية، وهمّا الأخوين ساجد خان وواجد خان، أبناء عازف الطبلة شرفات علي خان. تُوفي واجد خان، الأصغر بين الأخوين، في 1 يونيو 2020. استمر ساجد بعد وفاته في عمله كمخرجٍ موسيقى مُنفرد.

## روابط خارجية
- ساجد وواجد على موقع IMDb (الإنجليزية)
- ساجد وواجد على موقع قاعدة بيانات الفيلم (الإنجليزية)
- ساجد وواجد التسجيلات من ديسكاغز.كوم